# Julie Jorde
Julie Aune Jorde (* 16. April 2004 in Oslo) ist eine norwegische Fußballspielerin, die bei Brøndby IF unter Vertrag steht.

## Karriere

### Vereine
Julie Jorde startete ihre Karriere bei Abildsø IL, bis sie sich 2018 dem SFK Lyn in ihrer Heimatstadt Oslo anschloss. Ihr Debüt in der Toppserie feierte sie mit 16 Jahren am 11. Juli 2020. Insgesamt absolvierte sie 80 Pflichtspiele für den Verein und erzielte drei Tore.
Im Januar 2024 schloss sie sich, sechs Monate vor Vertragsende bei Lyn Oslo, dem Bundesligisten Bayer 04 Leverkusen an. Dabei brachte sie dem norwegischen Verein eine Rekordsumme ein. Am 26. Januar 2024 kam sie in der Partie gegen Werder Bremen zu ihrem Bundesliga-Debüt.
In der Winterpause der Saison 2024/25 wurde sie an Brøndby IF verliehen und vom dänischen Club im Sommer fest verpflichtet.

### Nationalmannschaft
Jorde lief für verschiedene U-Nationalmannschaften von Norwegen auf. In der U15 sammelte sie drei Einsätze. Für die U19-Auswahl des Landes spielte sie in 27 Partien, wobei ihr zwei Tore gelangen. Mit der U19 nahm sie unter anderem an der U19-Fußball-Europameisterschaft der Frauen teil. Sie erreichte mit ihrer Mannschaft das Finale, musste sich aber der U19 Spaniens geschlagen geben. Für die U23 Norwegens absolvierte Jorde bislang vier Spiele.

## Erfolge
- Finalist U19-Europameisterschaft 2022